# Fem löser en gåta
Fem löser en gåta är den 20:e romanen och näst sista boken i bokserien Fem-böckerna av Enid Blyton. Den publicerades första gången 1962 med titeln Five Have a Mystery to Solve.

## Handling
De fem ska bo i en stuga nära kusten för att hålla koll på Wilfred, en enstörig pojke med en nästan magisk förmåga att locka till sig djur. Från stugan har man utsikt över Whispering Island där märkliga händelser har inträffat. De fem och Wilfred hyr en båt och är ute i viken och ror när de kastas upp på ön av tidvattnet där de sedan blir strandsatta. På ön utvecklas ett spännande äventyr när barnen hittar öns skatter som någon försöker stjäla. Anne spelar en större roll i äventyret när hon tuffar till sig och blir en tiger istället för en grå mus...

## Svenska översättningar och bearbetningar
Boken översattes 1963 till svenska av Stina Hergin och nytrycktes flera gånger innan den nyöversattes av Kerstin Lennerthson 1979. Boken kom ut i POP-serien och sedan i Citadellserien 1989. Boken har getts ut 2006 i den upplaga som gavs ut 50 år efter den svenska översättningen av första fem-boken. 2009 kom den ut som ljudbok inläst av Anahí Giacaman-Ríos.

## Blytons inspiration från verkliga platser och personer
Whispering Island tros vara baserad på Brownsea Island i Poole Harbour. Karaktären Lucas i boken tros vara baserad på banskötaren på golfbanan Isle of Purbeck, som Blytons make ägde.

## Filmatisering
En 6-delad filmserie från Children's Film Foundation producerades 1964, regisserad av Ernest Morris. I filmen spelade David Palmer (Julian), Amanda Coxell (George), Darryl Read (Dick), Paula Boyd (Anne) och Michael Wennink (Wilfrid). Filmen spelades in huvudsakligen på plats i Cornwall, Storbritannien, och i Bushey Studios, Hertfordshire, Storbritannien. Blyton besökte uppsättningen under inspelningen och tillbringade dagen med alla skådespelare och filmteamet. 